# Andre Ward
Pour les articles homonymes, voir Ward.
Andre Ward est un boxeur américain né le 23 février 1984 à San Francisco en Californie.

## Carrière
Champion olympique dans la catégorie mi-lourds aux Jeux d'Athènes en 2004, il passe professionnel la même année et devient champion du monde des poids super-moyens WBA le 21 novembre 2009 en battant Mikkel Kessler sur décision technique à la 11e reprise à la suite d'un choc de têtes. Blessé au front et surpris par la vitesse d'exécution de l'américain, Kessler perd sa ceinture aux points à l'unanimité des juges.
Ward conserve son titre le 19 juin 2010 en dominant aux points Allan Green puis le 27 novembre face à Sakio Bika et le 15 mai 2011 contre Arthur Abraham. Il affronte en finale du tournoi Super Six l'anglais Carl Froch, champion WBC de la catégorie, le 17 décembre 2011 à Atlantic City et s'impose nettement aux points. Il stoppe ensuite au 10e round son compatriote Chad Dawson le 8 septembre 2012 puis est destitué par la WBC en avril 2013.
Le 16 novembre 2013 il affronte le dominicain Edwin Rodriguez, invaincu en 24 combats, pour le titre de champion du monde WBA. Les deux adversaires lancent beaucoup de coups tout en s'accrochant. Ne répondant pas assez vite aux injonctions de l'arbitre, ce dernier les pénalise de deux points chacun dans le 4e round. Bientôt, Ward est beaucoup plus actif que Rodriguez qui ne cède pas et provoque son adversaire, mais subit le combat. Il remporte le combat avec une large avance aux points.
L'américain reste ensuite 19 mois sans combattre et affronte le 20 juin 2015 le britannique Paul Smith dans un combat sans titre en jeu à un poids intermédiaire entre les catégories super-moyens et mi-lourds. Andre Ward domine nettement son adversaire qui est finalement arrêté par l'arbitre dans la 9e reprise. Il laisse ensuite sa ceinture WBA vacante et poursuit sa carrière dans la catégorie des poids mi-lourds.
Le 19 novembre 2016, lors d'un combat très attendu, il fait face à Sergey Kovalev, champion du monde WBA, IBF et WBO des mi-lourds. Bien que compté au second round, il remporte le combat de peu aux points 114-113 à l'unanimité des 3 juges américains. 
Cette décision fut largement contestée. Pour preuve, le pointeur officiel du réseau Home Box Office (HBO), Harold Lederman, ainsi que Jean-Paul Chartrand donnait de loin Kovalev gagnant 116-111. Le populaire chroniqueur et expert Dan Rafael donnait aussi l'avantage à Kovalev avec un pointage à 115-112. Pour Larry Merchant, Kovalev a remporté 9 rounds. Selon lui les juges ont favorisé Ward car ils sont américains, que Ward a été champion olympique en 2004 et que Kovalev est russe.
Le combat revanche est organisé à Las Vegas le 17 juin 2017. Ward l'emporte à nouveau mais cette fois par arrêt de l'arbitre au 8e round. Il annonce son retrait des rings le 21 septembre 2017, laissant ainsi ses titres vacants.

## Distinctions
- Andre Ward est élu boxeur de l'année en 2011 par Ring Magazine.
- Il est membre de l'International Boxing Hall of Fame depuis 2021.

## Filmographie

### Cinéma
- 2015 : Creed : L'Héritage de Rocky Balboa (Creed) de Ryan Coogler : Danny « Stuntman » Wheeler
- 2018 : Creed 2 de Steven Caple Jr. : Danny « Stuntman » Wheeler

### Télévision
- 2015 : Elementary : Bobby Alacqua (saison 3 - épisode 18)